# جوآنا مونتوتو
جوآنا مونتوتو (انگلیسی: Joana Montouto؛ زادهٔ ۵ مهٔ ۱۹۹۰) بازیکن فوتبال اهل اسپانیا است.